# Langham (Rutland)
Langham is een civil parish in het bestuurlijke gebied Rutland, in het Engelse graafschap Rutland met 1371 inwoners.